# Luvsangiin Erkhemjamts
Luvsangiin Erkhemjamts (18 de janeiro de 1943) é um ex-ciclista mongol que competiu no ciclismo nos Jogos Olímpicos de Verão de 1964.